# Eugène Revillout
Eugène Revillout (Besançon, 1845 – Parigi, 1913) è stato un egittologo francese, fondatore della Revue égyptologique nel 1880.

## Opere
- Nouvelle chrestomathie démotique. Paris (1878)
- Chrestomathie démotique. Paris (1880)
- Le Roman de Setna. Paris (1880)
- Cours de langue démotique : un poème satirique. Paris (1884)
- Le procès d'Hermias : d'après les sources démotiques et des grecques. Paris (1884)
- Les obligations en droit égyptien comparé aux autres droits de l'Antiquité. Paris (1887)
- Actes et contrats des musées égyptienne de Boulaq et du Louvre. Paris (1876)
- Le concile de Nicée d'après les textes coptes. Paris (1881)
- Lettres sur les monnaies égyptiennes. Paris (1895)
- Mélanges sur la métrologie, l'economie politique et l'histoire de l'ancienne égyptiennes. Paris (1896)
- Précis du droit égyptien. Paris (1902)